# 法比奥·佩基亚
法比奥·佩基亚（義大利語：Fabio Pecchia，1973年8月24日—），意大利男子足球运动员，司职中场。他曾代表意大利国奥队参加1996年夏季奥林匹克运动会足球比赛，获得第十二名。